# Talbot Tagora
Talbot Tagora – samochód osobowy klasy średniej-wyższej opracowywany przez Chrysler Europe, a ostatecznie produkowany przez koncern Peugeot Société Anonyme (PSA). Tagora sprzedawany był pod marką Talbot po przejęciu europejskiego oddziału Chryslera przez PSA w roku 1979. Oficjalnie PSA zaprezentował model w roku 1980, a do seryjnej produkcji wdrożony został rok później. Tagora sprzedawał się znacznie poniżej założeń i PSA zakończył jego produkcję już po dwóch latach od rozpoczęcia. Przez cały okres montażu powstało łącznie mniej niż 20 000 sztuk modelu; wszystkie wyprodukowano w byłej fabryce Simca mieszczącej się w Poissy niedaleko Paryża.

## Rozwój modelu
Chrysler Europe rozpoczął prace nad modelem Tagora w roku 1976; samochód opracowywano pod kryptonimem C9. W założeniu miał on zastąpić nieudaną rodzinę modeli Chrysler 180. Podobnie, jak w przypadku Chryslera Horizona i Simki Alpine, mechanikę pojazdu opracowywano we Francji, a nadwozie powstawało pod okiem konstruktorów Chryslera w Wielkiej Brytanii. Początkowo planowano nadanie nowemu modelowi nazwy "Simca 2000".

### Stylistyka nadwozia
Pierwszy prototyp C9 był nowocześnie jak na swoje czasy stylizowanym sedanem z nisko przebiegającą linią okien. Przestronną kabinę pasażerską uzyskano dzięki dużemu rozstawowi osi. Brytyjska grupa projektantów zaproponowała parę charakterystycznych elementów wzorowanych na samochodzie Citroën SM, między innymi szklany panel pomiędzy przednimi światłami (miejsce to miało być przeznaczone na montaż tablicy rejestracyjnej), okrągłe przednie nadkola i zabudowane tylne. Jednakże kierownictwo Chryslera w Stanach Zjednoczonych uznał te pomysły za zbyt ekstrawaganckie, więc C9 utrzymany został w bardziej konserwatywnej stylistyce: zarówno przednie jak i tylne nadkola otrzymały bardziej kanciasty kształt, tylne koła odsłonięto, a tablicę rejestracyjną przeniesiono na przedni zderzak, tak jak w większości ówczesnych samochodów. Aby nieco wyrównać proporcje dość wysokiej sylwetki nadwozia, podniesiono linię okien. W czasie dalszego rozwoju C9 zrezygnowano także z montażu ustawionych pionowo świateł tylnych, zastąpiono je poziomymi, zgodnie z obowiązującymi standardami.

### Wybór odpowiedniego silnika
Największym z produkowanych ówcześnie przez Chrysler Europe silników była dwulitrowa jednostka czterocylindrowa, tymczasem w tej klasie konkurenci oferowali raczej silniki o większej pojemności, wielu aut tej klasy posiadało także silniki sześciocylindrowe. Poszukiwano więc odpowiedniej jednostki poza zasobami Chryslera. Jednym z kandydatów był rzędowy sześciocylindrowy motor pochodzący od Mitsubishi, okazał się on jednak nieodpowiedni do zastosowania w samochodzie tej klasy. Rozważano także montaż jednostki Douvrin V6 ("PRV") powstałej w wyniku współpracy firm PSA, Renault i Volvo. Jednakże modele, które wyposażano w silnik PRV, były bezpośrednimi konkurentami powstającego C9, a więc dostarczanie PRV Chryslerowi nie leżałoby w interesie tych producentów.

### Przewidywany poziom sprzedaży

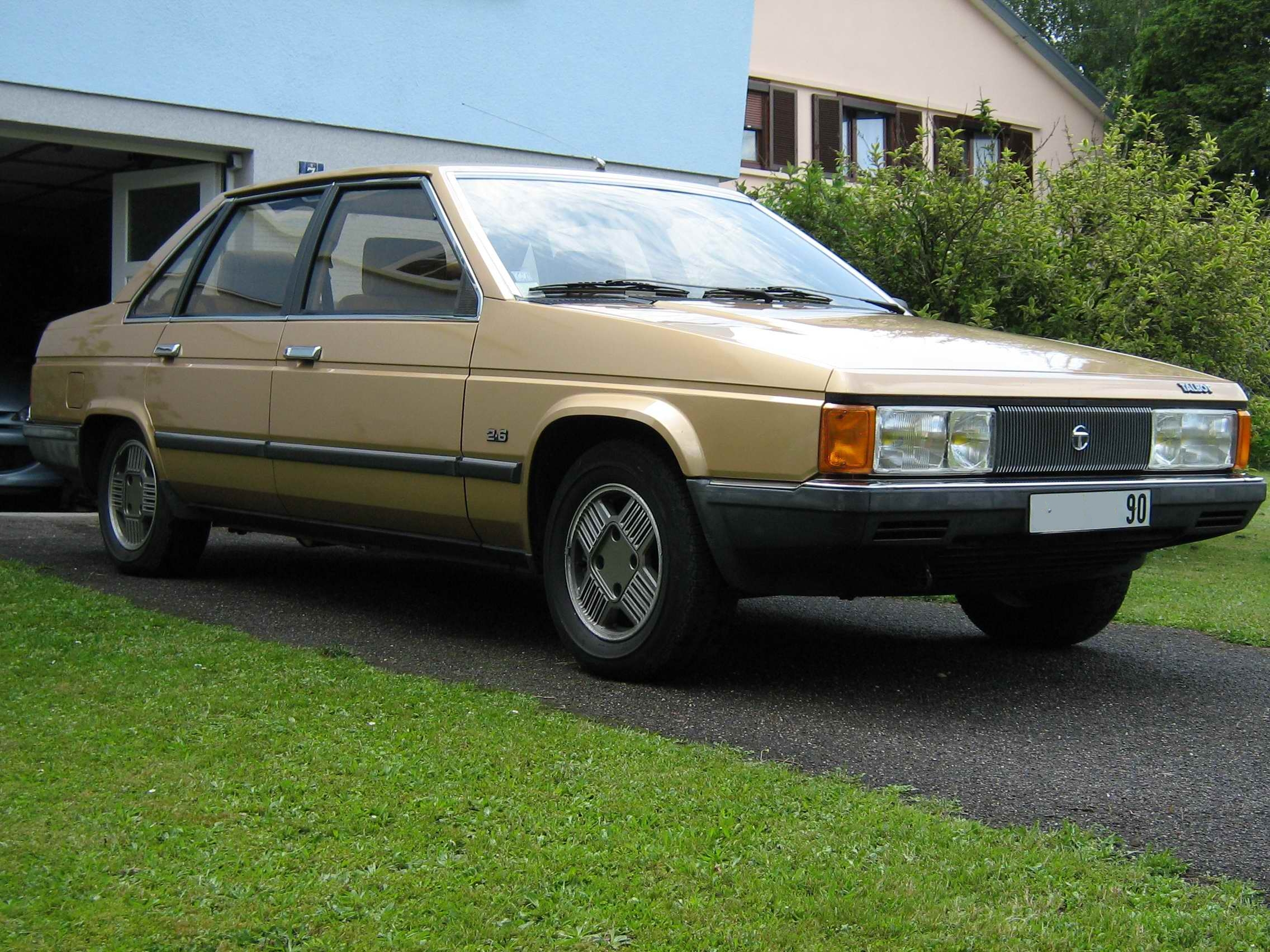
Tagora SX 2.6

Chrysler Corporation zatwierdził projekt rozwoju samochodu, założono, że Chrysler Europe będzie sprzedawał około 60 000 sztuk C9 rocznie, przekładało się to na zdobycie 5% rynku samochodów klasy średniej-wyższej w Europie. Szacunki te były całkiem realne, Chrysler miał łącznie 7% udziałów w europejskim rynku motoryzacyjnym. Zyski z przewidywanego poziomu sprzedaży miały pokryć koszty produkcji, osobno rozliczono koszty rozwoju wchodzące w skład niezależnego rocznego budżetu.

### Przejęcie Chrysler Europe przez koncern PSA
Podczas prac rozwojowych nad C9 Chrysler Corporation znalazła się na granicy bankructwa i jej zarząd zdecydował się na sprzedaż swojej zadłużonej europejskiej filii. Nabywcą był francuski koncern PSA Group, powstały w roku 1976 po przejęciu Citroëna przez Peugeota. W zamian za przejęcie Chrysler Europe ze wszystkimi długami, PSA zapłaciło jedynie symbolicznego dolara. Transakcję zawarto w 1978 roku, a oficjalne przeniesienie własności miało miejsce 1 stycznia 1979.
Prace nad C9 były już wtedy bardzo zaawansowane. Francuski koncern miał w swojej ofercie kilka różnych modeli klasy średniej-wyższej, między innymi awangardowego Citroëna CX, słabo sprzedającego się Peugeota 604 oraz niedawno wprowadzonego do produkcji Peugeota 505. Mimo to zarząd PSA zdecydował się na dalszy rozwój projektu C9; wprowadzono w nim kilka zmian konstrukcyjnych, by można było montować własne części. Zaprojektowane przez Simkę niezależne zawieszenie przednie o dwóch wahaczach poprzecznych zastąpiono kolumnami MacPhersona zaadaptowanymi z Peugeota 505 i 604. Tylną oś zapożyczono z Peugeota 505; była znacznie węższa, niż początkowo planowano, ponieważ szerokość nadwozia 505 była mniejsza niż C9. Przednia część nadwozia C9 została powiększona, by komora silnikowa mogła pomieścić jednostkę PRV, która wskutek zmiany właściciela stała się oczywiście dostępna.

## Krótki okres produkcji
Po przejęciu Chrysler Europe przez PSA i zmianie nazwy marki na Talbot, C9 otrzymał nazwę Talbot Tagora. Pierwsza seria samochodów przedprodukcyjnych zjechała z taśm montażowych byłej fabryki Simca w Poissy w roku 1980. W tym samym roku PSA zaprezentował model Tagora na Salon de l'Automobile w Paryżu. Model oddano w ręce dziennikarzy prasy fachowej podczas jazd demonstracyjnych w Maroku w marcu 1981, po czym samochód wszedł do sprzedaży we Francji w kwietniu, natomiast w Wielkiej Brytanii miesiąc później.
Cenowo Tagorę uplasowano pomiędzy Peugeotem 505 a Citroënem CX i poniżej Peugeota 604. Za nowego Talbota trzeba było zapłacić porównywalną kwotę, co za Renault 20/30 czy Forda Granadę (około 20 000–30 000 marek w Niemczech). Samochody powstałe od uruchomienia wstępnej produkcji w roku 1981 (łącznie z serią przedprodukcyjną z 1980) stanowiły jedynie 1/4 założeń Chryslera co do ilości wyprodukowanych egzemplarzy. Sprzedaż była niezadowalająca nawet przy tam niskim poziomie produkcji, co doprowadziło do dużej redukcji ilości budowanych samochodów w 1982 i 1983 roku. Ostatecznie PSA całkowicie zakończył produkcję Tagory w roku 1983. Do tego czasu z fabryki w Poissy wyjechało około 20 000 egzemplarzy modelu Tagora; dla porównania: tylko w 1981 roku powstało około 116 000 Peugeotów 505 i 74 000 Citroënów CX.
| Rok  | Liczba egzemplarzy |
| ---- | ------------------ |
| 1980 | 145                |
| 1981 | 15 368             |
| 1982 | 2566               |
| 1983 | 1310               |

## Przyczyny niepowodzenia modelu

### Sytuacja rynkowa

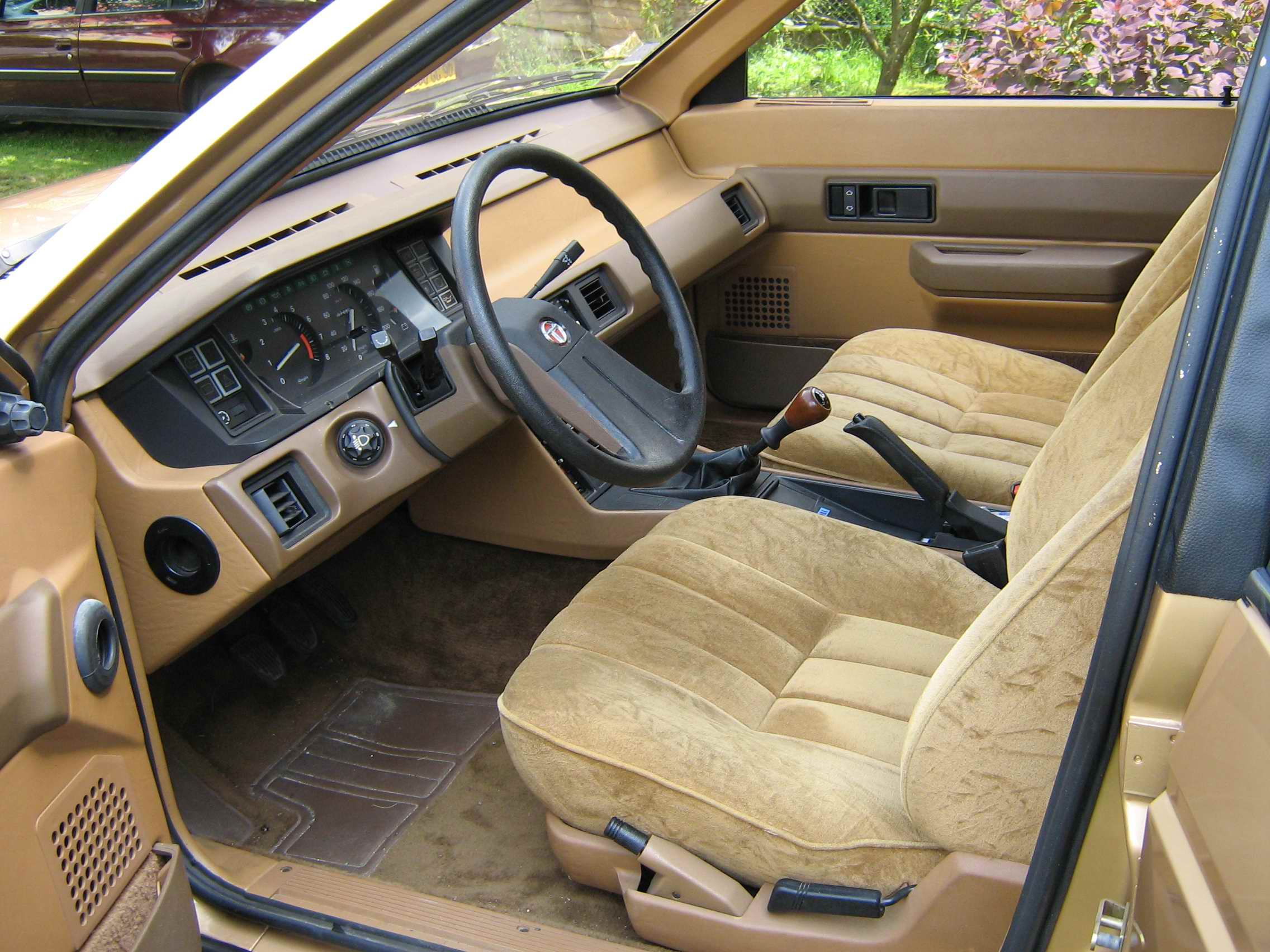
Wnętrze Talbota Tagory SX 2.6

Poza niedoskonałą wentylacją wnętrza, Talbot Tagora nie posiadał żadnych konkretnych wad konstrukcyjnych. Niemniej, kryzys energetyczny w roku 1979 spowodował znaczny spadek sprzedaży dużych samochodów w Europie. Z tego powodu zakładany przez Chryslera poziom sprzedaży Tagory stał się nieosiągalny. Dodatkowo Tagora sprzedawany był pod marką Talbot, której szlachetne pochodzenie zostało dawno zapomniane, jej pozycja na rynku była nieustabilizowana. Odgrywało to dość znaczącą rolę przy wyborze samochodu tej klasy, klienci decydowali się na znane i sprawdzone modele konkurencji takie, jak na przykład Ford Granada.

### Stylistyka
W brytyjskim magazynie motoryzacyjnym What Car? o Talbocie Tagora napisano: ..."samochód charakteryzuje się tak bardzo nijaką stylistyką nadwozia, że dyskwalifikuje go to na rynku, gdzie charakter i status znaczą tak wiele". Przy projektowaniu Tagory skupiono się bardziej na jego praktyczności, niż na ekskluzywnym wyglądzie. Wnętrze pojazdu zaplanowano tak, by było jak najbardziej przestronne, odbyło się to jednak kosztem stylistyki nadwozia. Ponieważ z początkowo planowanych nietypowych elementów stylistyki (np. szklany panel pomiędzy przednimi światłami) zrezygnowano, Tagora nie wyróżniała się niczym charakterystycznym pośród konkurentów. Stroma szyba przednia stykała się ze stosunkowo krótką, klinowatą pokrywą silnika pod dość ostrym kątem w porównaniu z konstrukcjami konkurencyjnymi. Samochód był także szerszy i wyższy, niż konkurencyjne modele, a klienci nie byli przyzwyczajeni do takich proporcji.
Osie pochodzące od PSA charakteryzowały się małym rozstawem kół w stosunku do szerokości nadwozia, samochód wyglądał przez to nieproporcjonalnie, widoczne było to zwłaszcza w tylnej części nadwozia. Także prosta deska rozdzielcza z tworzywa sztucznego pozostawiała wiele do życzenia dla recenzentów i potencjalnych nabywców.

## Dostępne wersje silnikowe

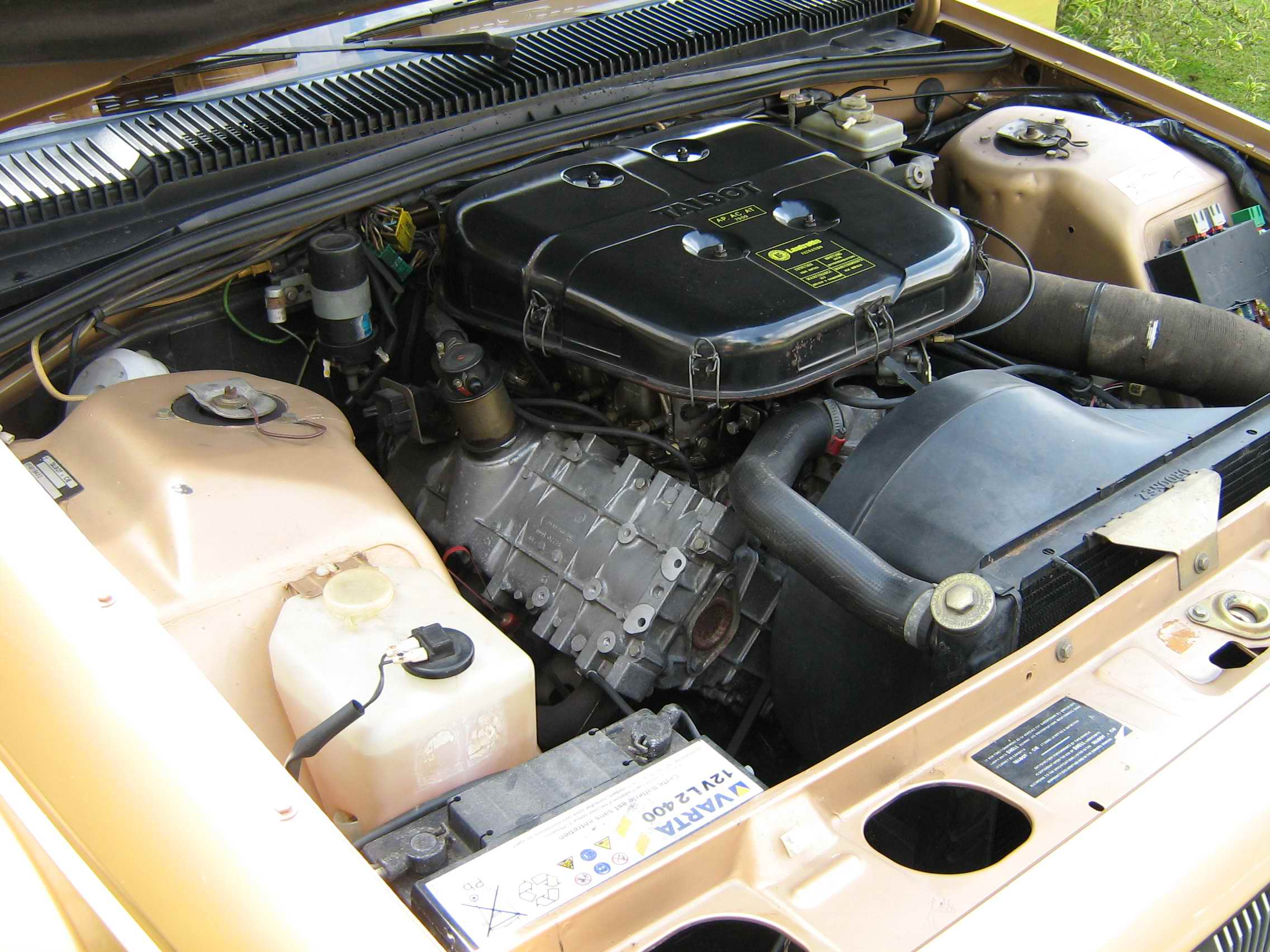
Silnik 2,7 L V6

Podobnie jak większość tej klasy samochodów z lat 80. Tagora była pojazdem tylnonapędowym z silnikiem montowanym podłużnie. Do wyboru były trzy jednostki napędowe. Dla silników czterocylindrowych wybrać można było cztero- lub pięciobiegową manualną skrzynię biegów lub opcjonalnie trzybiegowy automat.
Dostępne były następujące silniki:
- 2,2 l (2155 cm³) Type 180 OHC R4, dwugardzielowy gaźnik Solex, 117 PS (86 kW), 181 N·m (136 ft·lbf)

Była to podstawowa jednostka napędowa, będąca rozwinięciem starszego dwulitrowego silnika Simca Type 180, o zwiększonej pojemności, znana także z samochodu sportowego Matra Murena. Pomimo takiej samej pojemności, jednostka ta nie była spokrewniona ani z amerykańskim silnikiem Chryslera serii K ani francuskim Douvrin produkcji PSA. Tagora z silnikiem 2,2l dostępna była w dwóch wariantach wyposażenia, GL oraz GLS. GL to jedyna wersja samochodu dostępna z czterobiegową manualną skrzynią biegów i opcjonalnie ze wspomaganiem kierownicy (w pozostałych wersjach wspomaganie było standardowe). Był to także pierwszy wariant, którego sprzedaż przerwano (nie był oferowany w roku modelowym 1983).
- 2,3 l (2304 cm³) XD2S OHV turbodiesel R4, 80 PS (59 kW), 189 N·m (139 ft·lbf)

Był to pochodzący od Peugeota silnik montowany także w modelach 505 i 604. Tagory napędzane tym silnikiem nosiły oznaczenie DT.
- 2,7 l (2664 cm³) PRV OHC V6, podwójny trójgardzielowy gaźnik Weber, 165 PS (122 kW), 230 N·m (173 ft·lbf)

Tagora z silnikiem V6, oznaczanym jako "2.6", dostępna była z najbogatszym pakietem wyposażenia SX. Znajdowało się w nim wiele dodatkowych opcji wyposażenia, nie można było jednak zamówić automatycznej skrzyni biegów. Motor PRV montowany w modelu Tagora różnił się od tego używanego w samochodach Peugeot – główną różnicą było zastosowanie w pojazdach Talbota trójgardzielowego gaźnika zamiast wtrysku paliwa, co zwiększyło moc maksymalną silnika. Dzięki temu Tagora był najmocniejszym francuskim samochodem produkowanym seryjnie w tamtym okresie. Mimo tego powstały tylko 1083 sztuki modelu wyposażone w silnik V6.

### Dane techniczne
|                                  | 2,2 L SOHC R4                         | 2,3 L Turbodiesel R4                 | 2,7 L SOHC V6                          |
| -------------------------------- | ------------------------------------- | ------------------------------------ | -------------------------------------- |
| Pojemność                        | 2155 cm³                              | 2304 cm³                             | 2664 cm³                               |
| Średnica x skok tłoka            | 91,70 mm × 81,60 mm                   | 94,00 mm × 83,00 mm                  | 88,00 mm × 73,00 mm                    |
| Stopień sprężania                | 9,45:1                                | 21,00:1                              | 9,50:1                                 |
| Moc maksymalna (DIN)             | 116,6 PS (85,8 kW) przy 5400 obr./min | 80,1 PS (58,9 kW) przy 4150 obr./min | 165,3 PS (121,5 kW) przy 6000 obr./min |
| Maksymalny moment obrotowy       | 181 N•m przy 3200 obr./min            | 189 N•m przy 2000 obr./min           | 230 N•m przy 4200 obr./min             |
| Średnie zużycie paliwa na 100 km | 13,0 l/100 km                         | 10,5 l/100 km                        | 16,0 l/100 km                          |

### Osiągi
|                           | 2,2 L SOHC R4 | 2,3 L Turbodiesel R4 | 2,7 L SOHC V6 |
| ------------------------- | ------------- | -------------------- | ------------- |
| Prędkość maksymalna       | 171 km/h      | 154 km/h             | 195 km/h      |
| Przyspieszenie 0-100 km/h | b/d           | 17,4 s               | 9,0 s         |
| Czas przejazdu 1/4 mili   | b/d           | 20,4 s               | 16,1 s        |
| Czas przejazdu 1 km       | b/d           | 38,1 s               | 30,2 s        |

## TagoraPrésidence
Tagora Présidence był to prototyp zaprojektowany przez Sunny Atri w studiu projektanckim Talbota znajdującym się w Whitley (Coventry). Projekt zakładał stworzenie luksusowego Talbota, przeznaczonego do użytku jako limuzyna prowadzona przez szofera. Présidence opierał się w dużej części na wersji 2.6 SX Tagory, wnętrze zostało wykończone tapicerką Connolly Leather oraz mosiądzem. Dodatkowo we wnętrzu zamontowano telefon, dyktafon, odbiornik wiadomości tekstowych oraz telewizor z magnetowidem. Wyceniony początkowo na 25 000 funtów szterlingów Présidence spoczywa obecnie w muzeum samochodów w Poissy.